# آموزش در افغانستان

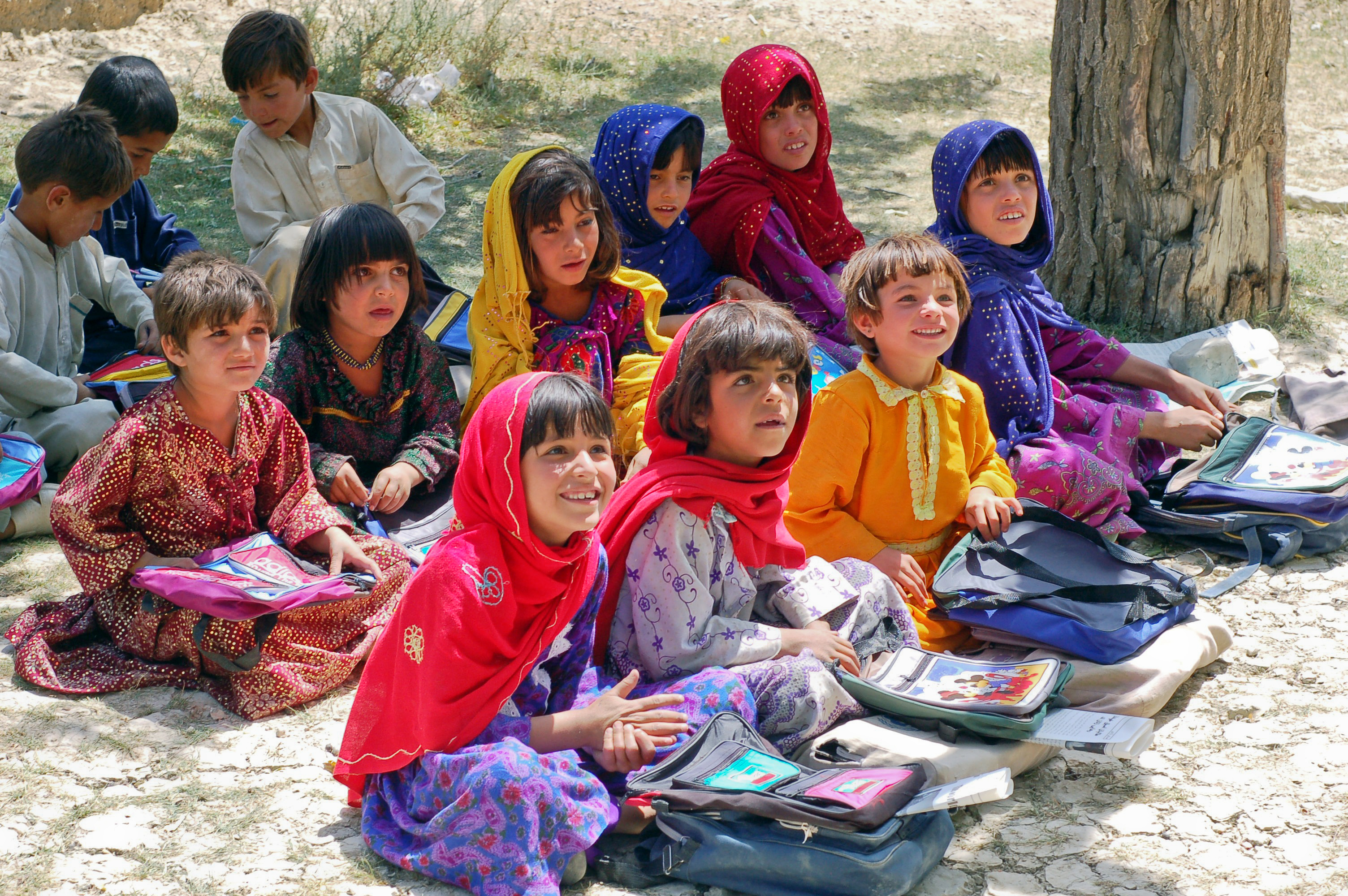
کودکان دبستانی در ولایت پکتیا

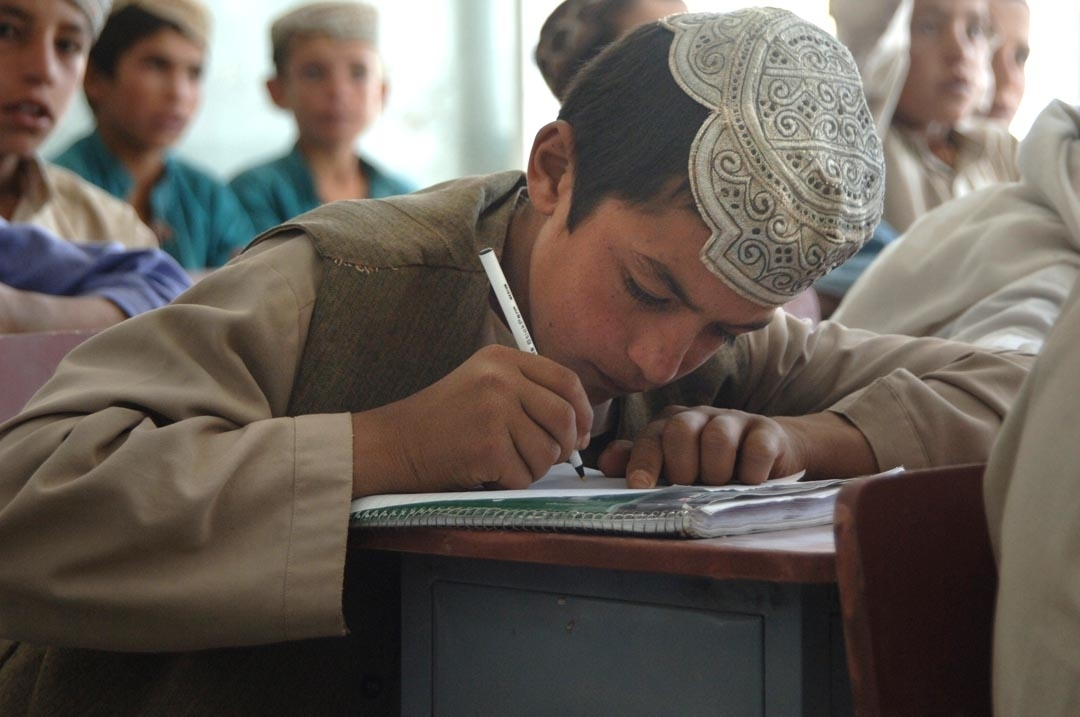
دانش‌آموزان پسر افغانستانی

آموزش در افغانستان به دو ردهٔ آموزش‌های اساسی و ثانوی بخش‌بندی می‌شود. دستمزد آموزگاران در افغانستان بسیار پایین است.

## تاریخچه
در هنگام اشغال افغانستان توسط شوروی (دهه ۱۳۶۰) و جنگهای داخلی این کشور (دهه ۱۳۷۰)، شالوده آموزش و پرورش افغانستان از هم پاشید. در دورهٔ قدرت طالبان دختران خانه‌نشین شده و اجازهٔ تحصیل از آنها گرفته شد. در این دوره، به جای درسهای علمی مانند کیمیا و فیزیک در مدارس، بیشتر بر آموزش‌های مذهبی تأکید می‌شد.
اکنون برآورد می‌شود کمتر از نیمی از مدارس افغانستان دسترسی به آب آشامیدنی داشته باشند. پس از یورش آمریکا به افغانستان در سال ۱۳۸۰ و فروپاشی طالبان، با روی کار آمدن دولت انتقالی وضعیت تحصیل اندک‌اندک رو به بهبودی می‌رود، ولی با این وجود هنوز بیش از ۶۰٪ مردم افغانستان از سواد خواندن و نوشتن بی‌بهره‌اند.
اکنون ۱۳ دانشگاه و ۶ مرکز تربیت معلم، در سراسر افغانستان وجود دارد.
در کنکور ورود به دانشگاه سال ۱۳۸۵ خورشیدی، ۸۰ هزار نفر شرکت کرده‌اند. برآورد مسئولان این است که حدود سی هزار دانشجو به علت نبود امکانات از ورود به دانشگاه محروم شوند.
ده درصد بودجه سالانه افغانستان به امور آموزشی اختصاص دارد، که از این میان هفت درصد آن مربوط به وزارت معارف (آموزش و پرورش) است، یک درصد مربوط به نهادهای پژوهشی و یک درصد مربوط به آموزش عالی است.

## ساختار
آموزش و پرورش در افغانستان در دو بخش تعلیمات اساسی و تعلیمات ثانوی صورت می‌گیرد.

### تعلیمات اساسی
این دوره شامل صنف (کلاس) اول تا نهم را در بر می‌گیرد. درافغانستان دروس زبان دری، قرآن، حساب، رسم، حسن خط، ورزش، و تهذیب تا صنف سوم درس داده می‌شود. از صنف چهار تا ششم مضامین زبان دری، حساب، رسم، حسن خط، تاریخ، جغرافیا، دنیات، ورزش و تهذیب درس داده می‌شود.

### تعلیمات ثانویه
این دوره شامل صنف‌های دهم تا دوازدهم می‌باشد.

## زمان گرفتن امتحانات
در افغانستان نظر به آب وهوا دونوع مکاتب یعنی گرمسیر مانند مزارشریف کندز شرغان سمنگان میمنه بادعیس جلال‌آباد لغمان قندهار هلمند وخوست و سرد سیر مانند کابل پروان غور دای کندی پنجشیر لهوگر میدان غزنی هرات فراه نیمروز تخار بدخشان نورستان کنرهار پکتیا می‌باشد. در مناطق گرمسیر مکاتب در ماه سنبله آغاز گردیده در اخیر ثور مسدود می‌شود. در مناطق سرد سیر مکاتب در ۲ حمل آغاز گردیده در ۱۵ قوس مسدود می‌گردند.
مدت تحصیل هر صنف ۹ ماه است. در این نه ماه دو امتحان از شاگردان اخذ می‌گردد. امتحان چهارنیم ماه و امتحان سالانه می‌باشد. اگر شخصی در امتحان چهارنیم ماهه در یک یا چند مضمون کمتر از ۴۰ نمره می‌برد ناکام محسوب می‌شود؛ ولی اگر شاگردی مجموعه نمرات یک یا دومضمون آن کمتر از ۴۰ نمره و متباقی از ۴۰ بالا باشد مشروط می‌شود و باید در آخر سال یعنی ۱۵ حوت امتحان مشروطی دهد. اگر شخص اوسط تمام نمراتش از ۴۰ بالا باشد کامیاب است. اگر از ۴۰ پائین باشد مشروط نمی‌باشد باید یکسال دیگر این صنف را بخواند. اوسط نمرات نیز خیلی باهمیت است. باید هر شاگرد نمره تعذیب یا «دسپیلن در مدرسه» ۱۰۰ باشد. اگر شخص نمره تعذیب آن از ۱۰۰ پایئن باشد مشکل بزرگ برای شاگرد محسوب می‌شود. اگر ۹۰ باشد در بعضی موارد شاگرد از مدرسه اخراج می‌شود و ناکام محسوب می‌شود.

## سامانهٔ نمره دهی
بیشینهٔ نمرات در امتحانات آموزش و پرورش افغانستان ۱۰۰ است. با این حال بیشینه نمرات هر نیم سال تحصیلی در کارنامه دانش آموزان اعداد ۴۰ و۶۰ است. به این ترتیب که بیشینه نمرات در نیم سال اول ۴۰ و در نیم سال دوم ۶۰ است. مجموع این دو نمره، نمره سالانه محسوب می‌شود و با این حساب بیشینه آن همان ۱۰۰ خواهد شد.
اگر شاگردی به دلیلی موجه تنها در امتحانات آخر سال شرکت کند همان نمره‌ای که از ۴۰ نمره گرفته‌است در عدد ۲٫۵ ضرب می‌شود و به عنوان نمره سالانه ثبت می‌گردد.
حد پایین نمره برای کامیابی در امتحان نمره ۴۰ است که معادل نمره ۸ در ایران می‌شود.